# Прапор Клевані
Прапор Кле́вані — офіційний символ смт Клевань. Затверджений рішенням сесії Клеванської селищної ради від 23 жовтня 1996 року.

## Опис
Квадратне полотнище; з верхніх кутів до середини нижнього краю йде зелений клин, у центрі якого жовтий меч, направлений вістрям вниз; обабіч клину два жовті трикутники.

## Зміст
Зелений колір символізує ліси, серед яких виникло містечко, жовтий — сільське господарство, яким займалися жителі Клевані. Меч на прапорі є традиційним атрибутом Архангела Михаїла.

## Автори
Автори — А. Б. Гречило та Ю. П. Терлецький.